# Carlos Correia (político da Guiné-Bissau)
Carlos Correia (Bissau, 6 de novembro de 1933 – 14 de agosto de 2021) foi um engenheiro agrónomo e político da Guiné-Bissau, o qual serviu como primeiro-ministro do seu país em quatro períodos distintos.

## Morte
Correia morreu em 14 de agosto de 2021, aos 87 anos de idade.